# Єгор Буличов та інші (фільм, 1971)
«Єгор Буличов та інші» (рос. «Егор Булычов и другие») — російський радянський художній фільм 1971 року, драма. Екранізація однойменної п'єси  Максима Горького.

## Сюжет
Дія фільму відбувається у 1917 році перед лютневими подіями в місті Костромі. Єгор Буличов, багатий російський промисловець, тяжко захворів. Передчуваючи свою смерть і прийдешні великі зміни в суспільстві, Буличов озирається на своє життя і шкодує, що прожив його неправильно, не на тій вулиці. З останніх сил Буличов сперечається з чужими по духу людьми, які його оточують — злодійкуватим керуючим Башкіним, духовним наставником попом Павліном. Тим часом життя триває — сім'я і близькі вмираючого поступово починають ділити спадщину, а дочка Буличова готується до заручин…

## У ролях
- Михайло Ульянов —  Єгор Буличов
- Майя Булгакова —  Ксенія, дружина Буличова
- Зінаїда Славіна —  Варвара, старша дочка від Ксенії
- Катерина Васильєва —  Олександра, молодша, побічна дочка
- Анатолій Ромашин —  Андрій Звонцов, чоловік Варвари
- Римма Маркова —  ігуменя Меланія, сестра дружини
- Ніна Русланова —  Глафіра, покоївка
- Юхим Копелян —  Василь Достігаєв, компаньйон
- Валентина Шарикіна —  Єлизавета, дружина Достігаєва
- Олена Соловей —  Антоніна, дочка Достігаєва
- Георгій Бурков —  Олексій, син Достігаєва
- Юрій Назаров —  Яків Лаптєв, хрещеник Буличова
- Володимир Ємельянов —  Мокей Петрович Башкін, керуючий
- Лев Дуров —  трубач Гаврила
- Леонід Іудов —  Донат
- Євген Стеблов —  Степан Тятін, двоюрідний брат Звонцова
- Євген Тетерін —  доктор
- В'ячеслав Тихонов —  поп Павлін
- Іван Лапиков —  юродивий з ланцюгами
- Вероніка Васильєва —  епізод
- Ольга Прохорова —  епізод

## Знімальна група
- Автор сценарію і режисер:  Сергій Соловйов
- Оператор:  Леонід Калашников
- Художник:  Олександр Борисов
- Композитор:  Ісаак Шварц